# Igreja de Nossa Senhora do Carmo (Viana do Castelo)
A Igreja de Nossa Senhora do Carmo localiza-se na cidade e distrito de Viana do Castelo, em Portugal.

## História
Foi erguida na primeira metade do século XVII.

## Características
Em estilo maneirista e barroco, apresenta com planta em cruz latina.
O seu interior é decorado com talha e azulejos.